# アンドレ (ファイナルファイト)
アンドレ（ANDORE）は、カプコンのベルトスクロールアクションゲーム『ファイナルファイト』シリーズに登場する架空の人物。
『ストリートファイターIII』シリーズなどに登場するヒューゴー（Hugo）についてもあわせて記述する。

## 『ファイナルファイト』でのアンドレ
複数登場する雑魚キャラクターだが、巨体であり、体力や耐久力が他の敵キャラクターより遥かに高いのが特徴。攻撃でもヒップドロップ、ネックハンギングツリー、ツームストーン・パイルドライバーなど強力なプロレス技を繰り出してくる。
モチーフは実在のプロレスラーのアンドレ・ザ・ジャイアント。
アンドレJr.
弟。服の色は赤。ステージ2から登場する。『ファイナルファイトONE』ではステージ1から出現する。
アンドレ
兄。服の色はピンク（赤紫）。ステージ3から登場する。スーパーファミコン版、『ファイナルファイト・ガイ』、2010年に配信された携帯アプリ版ではステージ2から出現。
F.アンドレ
父（Father）。服の色は黄色（『ファイナルファイトONE』ではオレンジ）。ステージ3で一度だけ登場する。スーパーファミコン版には登場しない。
G.アンドレ
祖父（Grandfather）。服の色は青。F.アンドレと同じく、ステージ3で一度だけ登場する。『ファイナルファイト・ガイ』と『ファイナルファイトONE』では難易度を上げると登場する。
U.アンドレ
叔父（Uncle）。服の色は灰色（『ファイナルファイトONE』ではベージュ）。2人同時プレイ時にのみ、ステージ3で一度登場する。スーパーファミコン版ではF.アンドレの代わりに登場する。『ファイナルファイト・ガイ』と『ファイナルファイトONE』では通常はF.アンドレと共に登場するが、難易度を最高にするとG.アンドレと共に2体目が登場する。
上記以外に、アンドレのグラフィックを流用して顔を変更したボスキャラクター「アビゲイル」が存在する。

## 『ファイナルファイト2』でのアンドレ
『ファイナルファイト2』では前作と同様の雑魚キャラクターだが、F.アンドレとU.アンドレは本作には登場しない。
アンドレJr.
服装が青いオーバーオールに変更される。
アンドレ
服装が赤いオーバーオールに変更される。
G.アンドレ
服装が白いオーバーオールに変更され、中ボス格ではなく通常の雑魚に変更。

## 『ファイナルファイト リベンジ』でのアンドレ
『ファイナルファイト リベンジ』では10人のプレイヤーキャラクターのうちの一人として登場し、マッドギアの崩壊後に表の世界を夢見て戦うという目的で参戦。使用する技は後のヒューゴーとは異なる。

### 技の解説（アンドレ）

#### 必殺技（アンドレ）
ジャイアントアタック
敵キャラクターの時に使っていたボディアタックを再現した技。
ジャイアントヒップドロップ
敵キャラクターの時に使っていたヒップドロップを再現した技。
ジャイアントチェーン
腰に巻きつけていた鎖で相手を叩く技。
ジャイアントスラム
相手の両足を掴んで地面に叩きつけるコマンド投げ。

#### スーパームーブ
ジャイアントグラブ
異様に大きくなった手で相手を掴んで投げ、フライングボディプレスで潰すコマンド投げ。
ジャイアントメテオ
その場でジャンプして、着地すると同時に大量のドラム缶を相手の頭上に降らせる技。

## 他の作品でのアンドレ
- 『マイティファイナルファイト』と『ファイナルファイト タフ』では雑魚キャラクターとして本人のみの登場だが、複数のカラーが存在する。
- 『ストリートファイターZERO』ではソドムのエンディングに登場。『ストリートファイターZERO2』と『ストリートファイターZERO3』ではガイステージの背景に登場している。
- 『スーパーストリートファイターIV』のステージ「Skyscraper Under Construction」では、工事現場の作業員としてアンドレが登場している[2]。
- 『ストリートファイター×オールカプコン』では他のマッドギアメンバーと共に各ステージの雑魚キャラクターとして登場する。
- 『ストリートファイター6』ではワールドツアーにて、特定条件で挑戦可能になるCPUキャラクターとして登場する。

## ヒューゴー
ヒューゴー（Hugo）は、『ストリートファイターIII』シリーズ（以下『ストIII』）の第2作『ストリートファイターIII 2nd IMPACT』（以下『2nd IMPACT』）から登場する。アンドレと類似しているが、ヒューゴーの家族構成は父、母、妹2人となっていて設定が異なる。マッドギアの構成員であったポイズンをマネージャーに迎え、プロレスラーとして興業を行っている。

### 設定
『2nd IMPACT』ではライバルの陰謀によりパートナーを失ってしまい、大会までの3か月の間に新たなパートナーを探すため、旅に出る。エンディングによってパートナーになるキャラクターが異なり、それぞれリュウ、ネクロ、エレナ、ギルとのタッグで大会に出場。同作のオープニングデモでは主人公アレックスのライバルキャラクターのような位置付けで登場している。
『ストリートファイターIII 3rd STRIKE』（以下『3rd STRIKE』）ではあまりの強さに対戦カードを組まれなくなってしまい、それに痺れを切らしたポイズンが新団体の立ち上げを決意、さらに新団体に相応しいメンバーをスカウトするために世界を回ることになる。
『ストリートファイターZERO3』では、コーディーステージの背景にヒューゴーの看板があり、書籍では「ただいまプロモーション中?」と書かれている。
『SNK VS. CAPCOM 激突カードファイターズ』全シリーズ（トレーディングカードゲーム版も含む）では、1作目ではアクションカード「マネージメント」のカードでポイズンと一緒に登場。2作目以降からはヒューゴー単一でキャラクターカードとしても登場している。
『SNK VS. CAPCOM SVC CHAOS』（以下『SVC CHAOS』）にも登場。ここでは『ザ・キング・オブ・ファイターズ』のキャラクターである包（パオ）がヒューゴーの頭の中から出てくる演出がある（当の本人たちはそれに気付いている様子がない）。本作の勝利メッセージの一部はポイズンのセリフになっている。
『ストリートファイター X 鉄拳』（以下『ストクロ』）では、ポイズンとともに「ピンクモンスタータッグ」を結成している。
『スーパーストリートファイターIV』の公式ブログにおいて、同作のアシスタントプロデューサーである塩沢夏希は「（アンドレとヒューゴーは）同一人物です」と回答している。『ファイナルファイト』でキャラクターデザインを担当したあきまんは、ヒューゴーについて「元は『ファイナルファイト』に登場したマッドギアの一員としてデザインした」と語っている。ストリートファイターシリーズの設定調整にも関わったスキルスミスことbugによるとヒューゴーはアンドレとは別人であり、アンドレ一族というわけでもないが、このあたりの設定が伝わらず日本国外などでは両者が混同されていると語っている。

### 人物
「身長240cm 体重200kgを超える大巨人」と、プロフィールの少ない『ストIII』のキャラクターの中では珍しく身長体重が設定されている。ただし、『SVC CHAOS』では112インチ（280cm近く）のアースクェイクと比べても遜色ない大きさとなっている。
ドイツ出身であり、英語で話しつつも一部の台詞はドイツ語である。勝利画面のメッセージでもドイツ語を交えているものが多い。実家は農家で家出して以来、一度も帰省していない。
頭の回転が早くないため、事務的なことはマネージャーのポイズンに任せている。ポイズンとはケンカも多いが基本的に似た者同士であり、気の合う仲である。粗暴な性格ではあるが、自分の非に気づいた際は言い訳をせずに謝る素直さも持ち合わせる。また、愛情深く育ててくれた母親を心から尊敬し、彼女の教え（「どんな土地でも立派に育つジャガイモのようになりなさい」）を大切にしている。
『ウルトラストリートファイターIV』（以下『ウルIV』）ではポイズンとコンビを組むに至るまでの経緯が描かれており、頻繁に母親やジャガイモのことを思い出しながら逞しく生きることを誓っている。
『3rd STRIKE』の勝利メッセージによると、アレックスとダッドリーをライバル視する一方で、リュウから昇龍拳を覚えたがっている。『ウルIV』でも剛拳がリュウの師匠と知って「昇龍拳を教えろ」と言っている。
『ウルIV』の本人のオープニングデモではマッドギア残党の勢力争いの際に切り札として登場するが、仲間にジャガイモのことを侮辱されると怒りだし、敵味方関係なく全員叩きのめしてしまう。だが記憶喪失のアベルに対して「記憶が無いということはママの顔も知らないのか?」と発言するなど、優しい一面も見せている。
中平正彦の漫画『RYU FINAL』では、リュウの体全体を踏み潰せるほどの原作ゲーム以上の巨体で描かれている。

### ゲーム上の特徴
ザンギエフと同系のキャラクターで、レバー一回転コマンドの投げ必殺技を持ち、二回転コマンドの投げ技もスーパーアーツに存在する。
シリーズ最大級の巨体で、移動速度が遅く喰らい判定も大きいが高い体力と攻撃力を誇る。
『ウルIV』ではしゃがみ状態が他のキャラクターの立ち状態と同じ高さとなっているが、サガットの「タイガーショット」などしゃがみ状態で回避できる攻撃も回避できる。
『ウルIV』のオメガエディションでは全体的に移動速度が速くなり、ダメージ無効のアーマーを一瞬発生させる「ディアマントケルバー」、無敵判定が大きく威力も高いため、割り込みにも使える優れた対空技の「ジーゲスゾイレ」、突進力が長く破壊的威力を誇る「ドーラ」、そして「モンスターラリアット」の性能の変化など、驚異的な強さを誇るキャラクターになった。

### 技の解説（ヒューゴー）

#### 通常技
『ウルIV』のものを記載。しゃがみガード不能の技が全キャラクター中最も多い。
しゃがみ中キック
画面奥の足を突き出すようにしてダウンを奪う。弱キックとモーションが同じ。
『ウルIV』のオメガエディションでは身を乗り出すようにして画面手前の足を延ばす。通常よりもリーチが遥かに優れる。
立ち強パンチ
振りかぶって肘落としを繰り出す。振りかぶっているときにアーマー属性が付くため対空技としても有効。
『ウルIV』のオメガエディションでは最大ホールドで「ウルトラヘビーエルボー」になる。
立ち中キック
片足を振り上げて地面に落とす。
『ウルIV』のオメガエディションでは最大ホールドで「ヘビーアンクルキック」になる。
立ち強キック
ドロップキックを繰り出す。外した際の隙は大きい。
『ウルIV』のオメガエディションではボタンを押し続けることで溜められ、必殺技の「ドーラ」となり、飛び込み距離が長く威力が高い技になる。
しゃがみ強キック
ヒップアタックを繰り出す。外した際の隙が全通常技で最も大きいが、しゃがみガード不能の中段技としては発生が非常に速い。

#### 通常投げ
ボディスラム
相手を抱えた後、地面に叩きつける。
ネックハンギングツリー
相手の首を両腕で掴んで、締め上げる。

#### 特殊技
ボディプレス
いわゆるフライングボディアタック。
ハンマーフック
『3rd STRIKE』で追加された技で、踏み込んで大きく腕を振り回し殴りつける。
リープアタック
『ストクロ』と『ウルIV』では独自の特殊技として使用。膝を突き出しながら小さく飛び上がる。しゃがみガード不能の中段判定。
ストームスラップ
『ウルIV』のオメガエディションで追加された技。立ち中パンチを長押しすることで発動する。立ち中パンチの動作で、前方に砂利を飛ばす。
ヘビーアンクルキック
『ウルIV』のオメガエディションで追加された技。立ち中キックを長押しすることで発動する。立ち中キックの強化版で、片足をあげて強く地面を踏みつける。立ち中キック同様、しゃがみガード不能。ヒット後はヒューゴーの方が早く攻撃できる利点がある。
ウルトラヘビーエルボー
『ウルIV』のオメガエディションで追加された技。立ち強パンチを長押しすることで発動する。強く肘落としをする技。発生が遅いがしゃがみガード不能で、ヒットすると相手は膝崩れダウンし、セービングアタックのレベル2か3ヒット後に、前ダッシュしていない状態同様の追撃が可能。攻撃の直前にアーマー属性が付く。

#### 必殺技（ヒューゴー）
ジャイアントパームボンバー
少し踏み出しつつ挟むように手の平を左右から叩き付ける。発生は遅いが、当てれば相手より先に動ける。『ストIII』のEX版は多段ヒットして相手を浮かせられる。
ムーンサルトプレス
相手を抱えたまま真上に飛び上がり、落下して全体重をかけて相手を押し潰す投げ技。
シュートダウンバックブリーカー
空中を飛び、空中の相手を掴むと着地ざまにアルゼンチンバックブリーカーを決める対空投げ。
モンスターラリアット
走り出してラリアットを繰り出す。『ストIII』シリーズと『ウルIV』のオメガエディションでのEX版はボタンを押している間だけ走り出し、ボタンをすぐに離せば、ヒューゴーの打撃系必殺技の中では最も発生が早い。
『ストクロ』では走り出さずその場で大きく踏み込みながらラリアットを繰り出す。スーパーチャージ対応技で、チャージ中は攻撃を受け流すことができる。EX版はラリアットの後に胸張り出し、ジャイアントパームボンバーの「ハンマーマウンテン」に似た連撃を繰り出す。
『ウルIV』のEX版は相手の位置まで突進し、多段セービングが可能。オメガエディションでは、弱で発動するとその場で踏み込みながらの大振りのパンチのような動作になる。
ウルトラスルー
大振りで相手を巻き込むように掴み、そのまま逆の腕に持ち替え相手を画面端の壁へと投げつける投げ技。威力は期待できないが、壁にぶつけた後は相手が跳ね返ってくるため「ジャイアントパームボンバー」と「シュートダウンバックブリーカー」や「モンスターラリアット」、『ウルIV』のオメガエディションでは「ジーゲスゾイレ」で追撃ができる。
ミートスカッシャー
『3rd STRIKE』で追加された技で、両腕を構えてから走り出して掴みかかり、相手を画面端まで運び相手もろともに壁に向かって飛び、相手を巨体で壁に押し潰す移動投げ。『ウルIV』では特定のキャラクターに弱パンチで追撃ができる。
ジーゲスゾイレ
『ウルIV』のオメガエディションで追加された技。真上に向かって掌底打ちをする対空技。下段無敵で、EX版は完全無敵。
発生は弱中強と遅くなるがその威力は優れ、相手の攻撃の割り込みにも使える。EX版は発生が非常に速い。
「ジーゲスゾイレ」はベルリンのティーアガルテンにある戦勝記念塔のこと。
ディアマントケルパー
『ウルIV』のオメガエディションで追加された技。『ストIII』シリーズのブロッキングと同じ動作で、ダメージ無効のアーマーをつける。空中では発動できない。
ディアマントは「ダイヤモンド」、ケルパーは「身体」の意味があり、「ディアマントケルパー」は「金剛身・ダイヤモンドボディ」の意味を成す。
ギガントボディ
「ディアマントケルパー」中に、胸張り出しで攻撃する。下段から上段まで、攻撃判定が広い。EX版は飛び道具を跳ね返すことができる。
リフレクボディ
「ディアマントケルパー」成立中に発動できる。「ギガントボディ」より少し威力が上昇している反撃技。EX版はない。
ドーラ
『ウルIV』のオメガエディションで追加された技。強キックを押し続けた後、離すと発動できる。大きく飛び込んで浴びせ蹴りを放つ。アーマーブレイク属性。
溜めは2段階で、1段階目は通常の立ち強キック、2段階目はしゃがみこんで少し飛び込みながらのドロップキック、最大まで溜めると、深くしゃがみこむため発生は遅いが飛び込む最中にアーマー属性が付きアーマーブレイク属性が付く。
「ドーラ」とは第二次世界大戦でドイツ陸軍が実用化した世界最大の巨大列車砲の名前である。

#### スーパーアーツ
ゲージストック数や長さは『2nd IMPACT』・『3rd STRIKE』とも共通。
SA1 - ギガスブリーカー
- ストック数 [1] ゲージの長さ [128] （単位：ドット）

投げ系のスーパーアーツで、ラリアットの勢いで相手を巻き込むように掴み、そのまま回転しながら飛び上がってバックブリーカーを二度決めた後、「ムーンサルトプレス」を決める。投げ判定の発生が非常に早く（「エイジスリフレクター」の2ボタン同時押しバージョンの前斜めと並び、60分の1秒でこのゲーム最速）、発動演出の時点で相手が有効間合い内にいればほぼ確実に掴む。
『ストIII』シリーズは大部分のスーパーアーツのコマンドが統一されているが、これは例外的にレバー二回転という特殊なコマンドを採用している。
『SVC CHAOS』ではEXCEED（一試合中に一度しか使用できない大技）となり、コマンドも簡略化されている。
『ストクロ』ではスーパーアーツで使用され、「モンスターラリアット」がヒットすることでそのまま回転しながら掴む動きになっている。
『ウルIV』ではウルトラコンボIとして使用する。
技中は「アイン、ツヴァイ、ドライ、エンデ!（1、2、3、終わりだ!）」と掛け声をかけ、作品によってタイミングが変わっている。
『ストIII』シリーズと『ストクロ』では、掴んで飛び上がった時に「アイン」、バックブリーカーをして再び飛び上がった時に「ツヴァイ」、再びバックブリーカーをして飛び上がった時に「ドライ」、最後の「ボディプレス」と同時に「エンデ!」と言う。
『ウルIV』では掴んだ瞬間に「アイン」、バックブリーカーを決めた時に「ツヴァイ」、再びバックブリーカーを決めた時に「ドライ」、最後の「ボディプレス」と同時に「エンデ!」となる。
SA2 - メガトンプレス
- ストック数 [2] ゲージの長さ [112]

「シュートダウンバックブリーカー」のスーパーアーツ版といった技で、掴んだ後は空中で相手もろとも回転して地面に投げ落とし、「ボディプレス」で潰す。
『ウルIV』ではウルトラコンボIIとして使用する。
SA3 - ハンマーマウンテン
- ストック数 [2] ゲージの長さ [88]

突進して「モンスターラリアット」から「ハンマーフック」、「ウルトラヘビーエルボー」、アイアンボディ、「ジャイアントパームボンバー」と連続打撃を決めるスーパーアーツ。発動演出後ボタンを押し続けると攻撃前に走り出し、それからボタンを離すことで任意のタイミングで攻撃を始められるが、最後まで押し続けると攻撃せずに走るのを止めてしまう。
『ウルIV』ではスーパーコンボとして使用し、最後の「ジャイアントパームボンバー」で相手が高く吹っ飛び、「シュートダウンバックブリーカー」で追撃できるようになっている。『ウルIV』のオメガエディションでは『ストIII』シリーズと同じ性能に戻っていて、ガードされたり空振りした際は最後の「ジャイアントパームボンバー」を任意で発動できる。
最初のラリアットが空中の相手にヒットしても最後まで全段ヒットする。

### 担当声優
- 高木渉（『2nd IMPACT』、『SVC CHAOS』、『ストクロ』日本語版、『ウルIV』日本語版）
- レン・カールソン（『3rd STRIKE』）
- パトリック・セイズ（英語版）（『ストクロ』英語版、『ウルIV』英語版）